# St. Maria Rosenkranzkönigin (Weidenau)

St. Maria Rosenkranzkönigin (Weidenau)

Die römisch-katholische Filialkirche St. Maria Rosenkranzkönigin ist ein denkmalgeschütztes Kirchengebäude in Weidenau, einem Ortsteil von Freiensteinau im Vogelsbergkreis (Hessen). Sie gehört zur Pfarrei St. Bartholomäus in Hauswurz im Pastoralverbund Heilig Geist Kalbach-Neuhof im Dekanat Neuhof-Großenlüder des Bistums Fulda.

## Beschreibung
Nach einem Brand wurde die 1715–17 erbaute barocke Saalkirche nach einem Entwurf von Hermann Mahr nach Osten neobarock erweitert. Der Grundstein hierzu wurde am 24. Mai 1925 gelegt. Zwei Jahre später wurde die Kirche geweiht. Das Kirchenschiff aus zwei Fensterachsen wurde mit einem Querschiff zu einer Querkirche ausgebaut. Ferner wurden der Kirchturm und ein Chor im Osten ergänzt. Der quadratische Turm wird von zwei Strebepfeilern an den Ecken gestützt. Er hat einen achteckigen Aufsatz, der hinter den Klangarkaden den Glockenstuhl beherbergt. Darauf sitzt eine zwiebelförmige Haube. Aus derselben Bauphase stammt eine überlebensgroße Figur Christus mit der Weltkugel im Giebel der Portalfassade im Westen. Der Innenraum des Langhauses ist mit einem Tonnengewölbe überspannt. Im Chor ist das Kreuzgewölbe neobarock ausgemalt. Das Altarretabel hat hölzerne barocke Skulpturen, die Franziskus und Antonius von Padua darstellen, und ein älteres Marienbildnis.